# Ungarisches Beobachter-Abzeichen
Das Ungarische Beobachter-Abzeichen war eine Tätigkeitsauszeichnung der 1938 neu gegründeten Luftstreitkräfte des Königreiches Ungarn unter dem Reichsverweser und Staatsoberhaupt Miklós Horthy. Allerdings wurde dieses Tätigkeitsabzeichen bereits 1931 eingeführt und dann bis 1945 getragen. Die Verleihung erfolgte nach bestandener fliegerischer Beobachterausbildung.

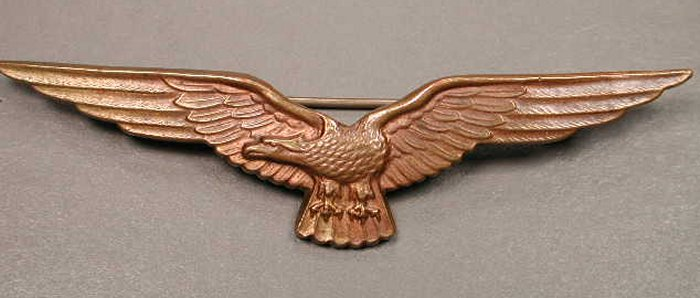
Königlich Ungarische Luftstreitkräfte Beobachter-Abzeichen

## Aussehen und Trageweise
Das Abzeichen gleicht dem Ungarischen Flugzeugführer-Abzeichen, allerdings mit dem Unterschied der fehlenden Stephanskrone. Es zeigt demnach auf schwarzen Tuchgrund einen goldgestickten Adler mit ausgebreiteten Schwingen, dessen Höhe 25 mm und Breite 100 mm beträgt. Der Adlerkopf ist dabei mit roten Fäden verziert. Getragen wurde es oberhalb der rechten Brusttasche. Gleiches Abzeichen gab es ab 1931 auch für den Dienstmantel, allerdings nur 75 mm lang und 20 mm hoch und wurde auf dem linken Unterärmel des Mantels aufgenäht.